# 瑞斯丁娜，或喻美德的不幸
《瑞斯丁娜，或喻美德的不幸》（法语：La Nouvelle Justine ou Les Malheurs de la vertu，其全文意为：小说，瑞斯丁娜或喻美德的不幸）是法国作家萨德的一部早期作品，與《茱麗葉，或喻邪惡的喜樂》是姊妹篇。

## 不同版本
关于各版本的详细情况，请分别参看主题条目：
1. 瑞斯丁娜
2. 美德的不幸
3. 瑞斯丁娜，或喻美德的不幸

最早的版本《瑞斯丁娜》仅仅是故事集爱之罪中的一个故事。

## 基本情节
小说基本上是一种倒叙（或插叙）结构。开头讲述两姐妹瑞斯丁娜和于丽埃特在父母双亡（在前两个版本里，父亲是逃亡英国）后独立谋生的情况。14年后，于丽埃特，作为一个成功的妓女，一天与其情夫一起遇到了一位被判死刑的少女。由于同情，引出了这位少女（即瑞斯丁娜，在自述中使用泰雷丝 Thérèse的名字）对其遭遇的叙述。
“泰雷丝的自述”构成了整部小说的核心部分。其情节极有规律：在最早的几个版本里，自述由10个独立的情节组成，每一个情节都源于泰雷丝的一种美德。在萨德的手稿中，他对每一种美德都作了脚注，并说明这种美德将给她带来相应的厄运（或惩罚）。但是，在最终的版本里多出了两个全新的情节，而且原来的一些故事发生了很大的改变（主要是内容增加）。然而各个情节仍然维持着相似性，其中最引人注目的是大多数情节中都包含“泰雷丝与淫棍之辩论”这一奇妙内容。

## 对该作品的评论

### 女权主义者的评论
一些女权主义者认为，萨德和他的作品，尤其是《瑞斯丁娜，或喻美德的不幸》，是极其可怕地反对妇女权利的。另一些女权主义者则持有完全相反的看法。
英国女权主义女作家安格拉·卡特在她的《萨德式女性》中详细分析了瑞斯丁娜的性格，她遭到不幸的原因，以及其象征意义。卡特暗示，瑞斯丁娜的受难具有某种殉道色彩，并将她的形象与玛丽莲·梦露的形象联系起来（“金发小丑”的理论）。
但是，卡特实际上是在利用小说来论证她自己的理论。更早的评论已经指出，《瑞斯丁娜，或喻美德的不幸》的主角实非瑞斯丁娜；真正的主角是形形色色的淫棍。瑞斯丁娜的形象是虚幻不真实的，而且显得苍白（完全没有性格的发展）。萨德创作瑞斯丁娜的目的可能仅仅是让她成为层出不穷的暴行的承受者。正如英国学者大卫·考瓦德所说，“瑞斯丁娜和她的姐妹们仅仅是萨德疼痛的大厦中摆设的物件”。